# Rantzau-Tafel
Die Rantzau-Tafel ist ein um 1587 für Heinrich Rantzau angefertigter Stammbaum der Familie Rantzau. Die Tafel wurde von Daniel Freese gemalt und befindet sich gegenwärtig auf Gut Krengerup auf der dänischen Insel Fünen.
Die Stammtafel geht auf einen Stich zurück, den Heinrich Rantzau um 1585 von Frans Hogenberg in Köln anfertigen ließ. Sie zeigt die verschiedenen Linien der weitverzweigten Rantzaus, die als Equites Originarii zu den uradeligen Familien in den Herzogtümern Schleswig und Holstein zählten. Der Hintergrund des Gemäldes – ein Grundriss der Landschaft Schleswig-Holsteins – ist mit Schlachten und Ereignissen der Familiengeschichte ergänzt. Auch der sogenannte Tempel von Nordoe (eigentlich eine Stele) ist zu Füßen des Stammbaums dargestellt.
Kunsthistorische und historisch-genealogische Bedeutung hat die Tafel vor allem durch ihre Randleiste erhalten, auf der fast fünfzig Burgen und Herrenhäuser auf Rantzauer Gütern in ihrem Zustand um 1580–1590 dargestellt sind. Zu den abgebildeten Gebäuden gehören unter anderem die Burg Arnesvelde, die Trøjborg oder die damaligen Herrenhäuser von Nütschau, Salzau, Wandsbek, Rastorf, Breitenburg und Rantzau. Mit Lütjenburg und "Gronovium" sind auch zwei Orte um eine Kirche abgebildet.
Die Zusätze A oder Arx (Burg), OP für Oppidum (Flecken) und P / Præd für Praedium (Vorwerk) machen deutlich, dass es sich um unterschiedliche Formen von Besitz handelte. Arx bezeichnete ein Adliges Gut. Diese Art von Besitzungen existierten nur in Schleswig-Holstein seit der Großen Landesmatrikel von 1524, die den Besitzern die Hohe Gerichtsbarkeit zusprach. In der Matrikel von 1652 wurde diese Qualität personen- und standesunabhängig als an den Gütern haftend definiert. Bürgerliche hatten nun auch das Recht, adlige Güter zu erwerben. Die als Praedium bezeichnete Höfe waren nicht mit diesen Privilegien verbunden. In den Flecken beanspruchte der adlige Herr die Gerichtshoheit.
Im Stich von Hogenberg finden sich zum Teil fehlerhafte Besitzernamen: Grumtoft mit Besitzer "Andreas" (Rantzau) müsste heißen "Andreas S. v. Claus"; Mustin falsch Hans S. v. Caspar (statt Hans S. v. Henrik), Schönweide: Otto S. v. Hans (= Henrik S. v. Hans / Johann), Deutsch Nienhof: Anton S. v. Tönnies (besser: Anton/Tönnies S. v. Tönnies), Neuhaus: Otto S. v. Heinrich (= Otto S. v. Hans); Salzau: Andreas S. v. Wolfgang (= Hans S. v. Daniel), Quarnbek: Christoph S. v. Christoph (= Christoph S. v. Benedikt), Hasselburg: Hans S. v. Caspar (= Hans S. v. Henrik), Schinkel: Otto S. v. Christoph (= Otto S. v. Henrik), Osterrade (Ableger von Kluven-siek): Christoph S. v. Christoph (= Christoph S. v. Benedikt), Schafhaus: Paul (= Paul S. v. Johan), Rastorf: Claus Sohn v. Uwe (= Claus S. v. Ove), Schmoel: Söhne (NN) von Heinrich (= Jesper/Caspar S. v. Heinrich).